# Sankt Mikaels kyrka, Örebro
Sankt Mikaels kyrka ligger i stadsdelen Baronbackarna i västra Örebro. Den upptar Mikaels församling och ligger i Strängnäs stift.

## Bakgrund
Den första kyrkan i området tillkom under 1950-talet, i samband med Örebros kraftiga expansion västerut och utgjordes, till en början, av ett ombyggt sädesmagasin vid Hjärsta gård. 
Kyrkan var till en början distriktskyrka i Längbro församling. År 1977 bildades Mikaels församling och 1983 stod den nuvarande kyrkobyggnaden färdig, och ingigdes lördagen före Första Advent samma år. Byggnaden, som ritades av arkitekt Janne Feldt (Skanark), är uppförd med fasader i rödbrunt tegel i en kubistisk grundform som bryts av av ett cylindriskt klocktorn och ett takkupolssystem i koppar. De Interiöra utsmyckningarna stod Lars Eklund för. År 1985 tillkom en orgel som byggdes av Mårtenssons orgelfabrik i Lund. Utanför kyrkan finns en minnesplatta över ingermanländare som inte fått begravas i vigd jord.

## Bildgalleri

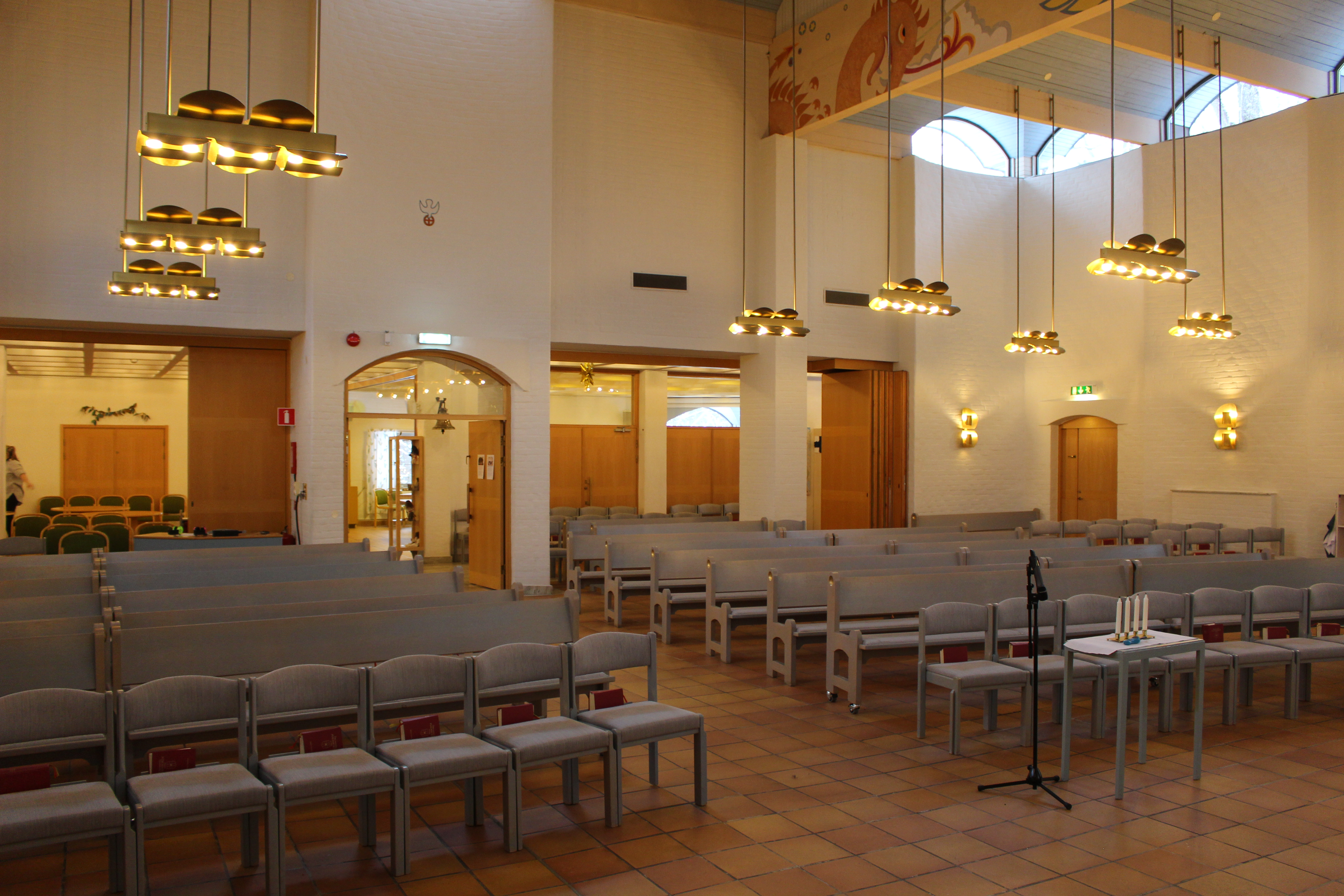
Kyrkorum mot ingång
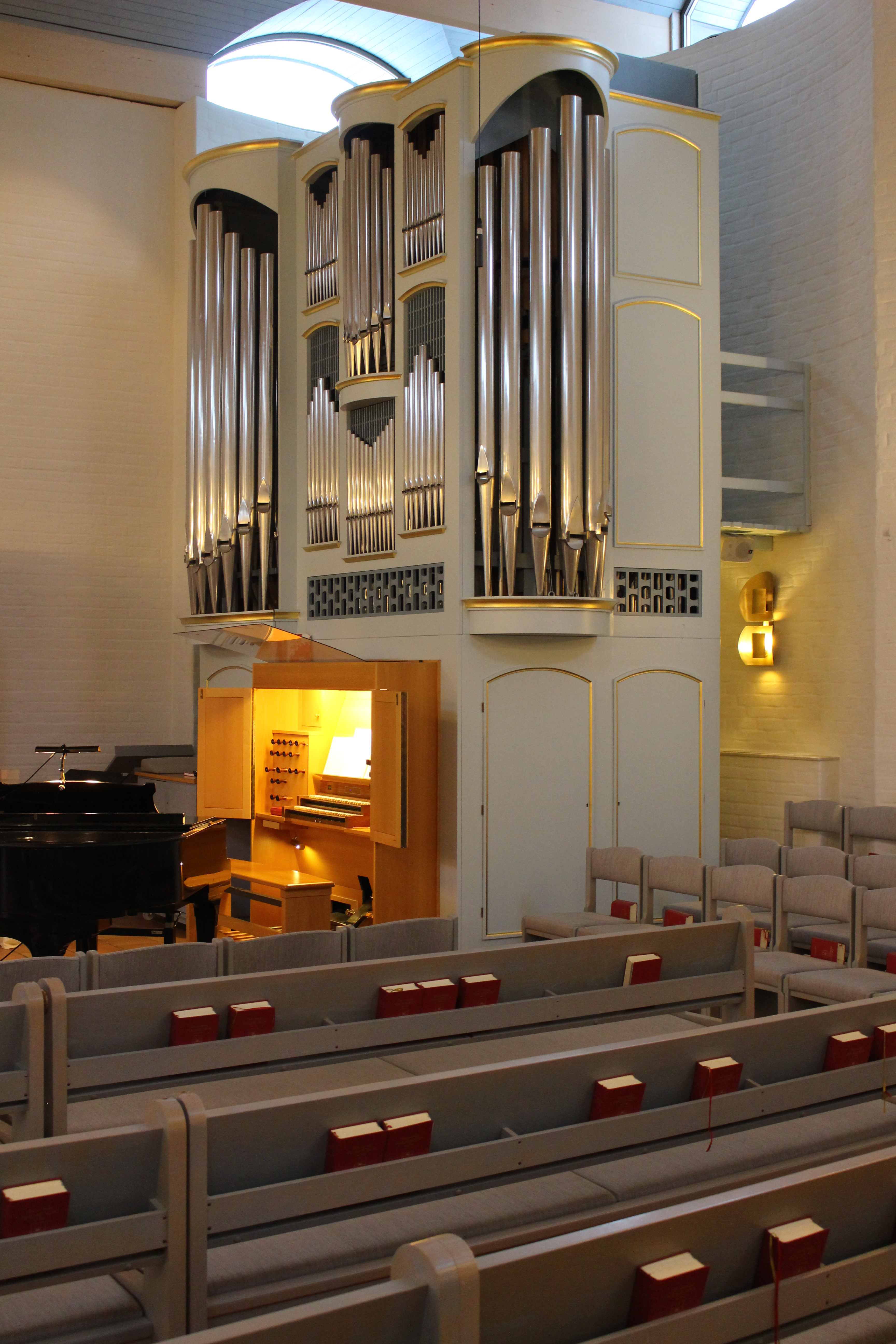
Orgel
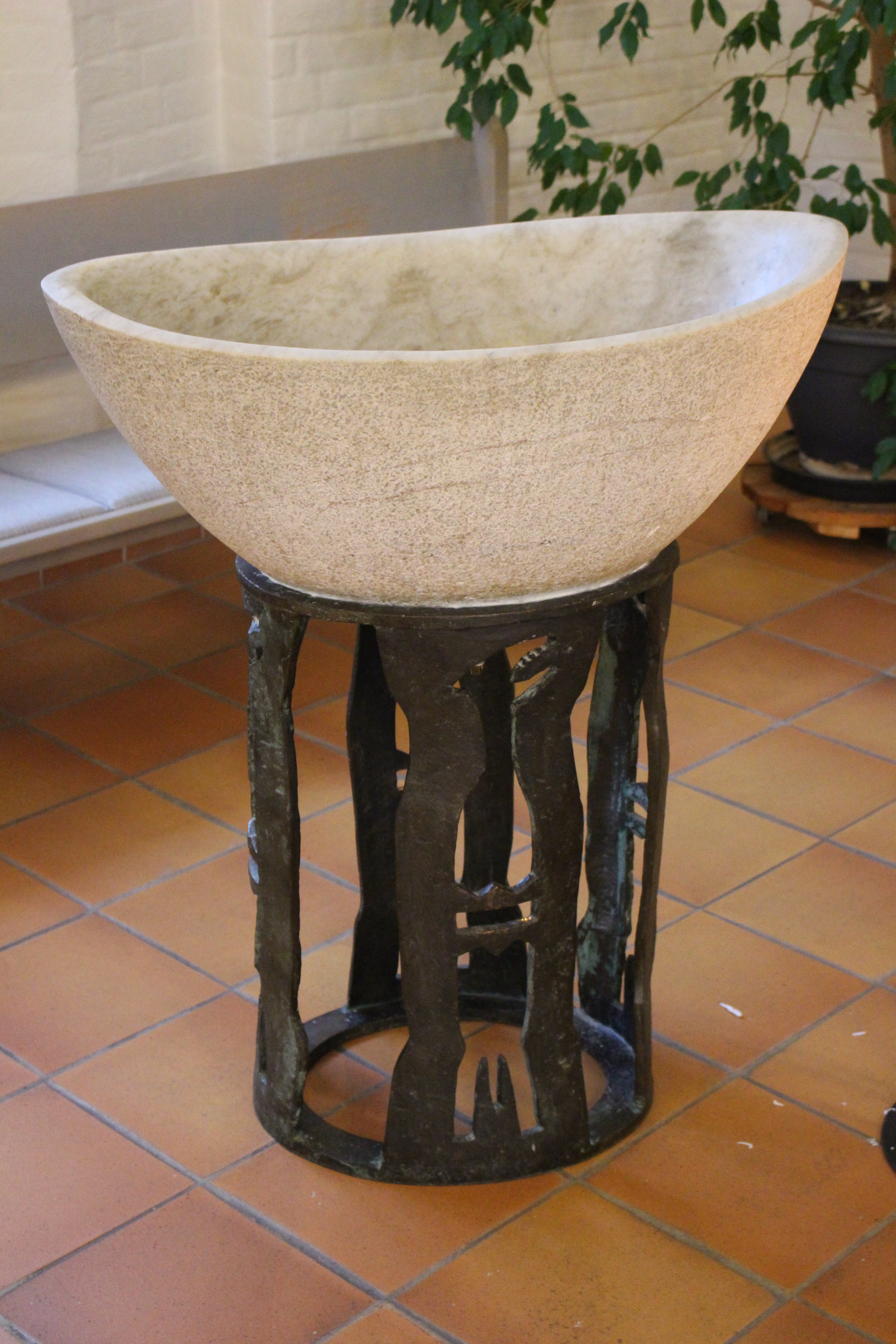
Dopfunt
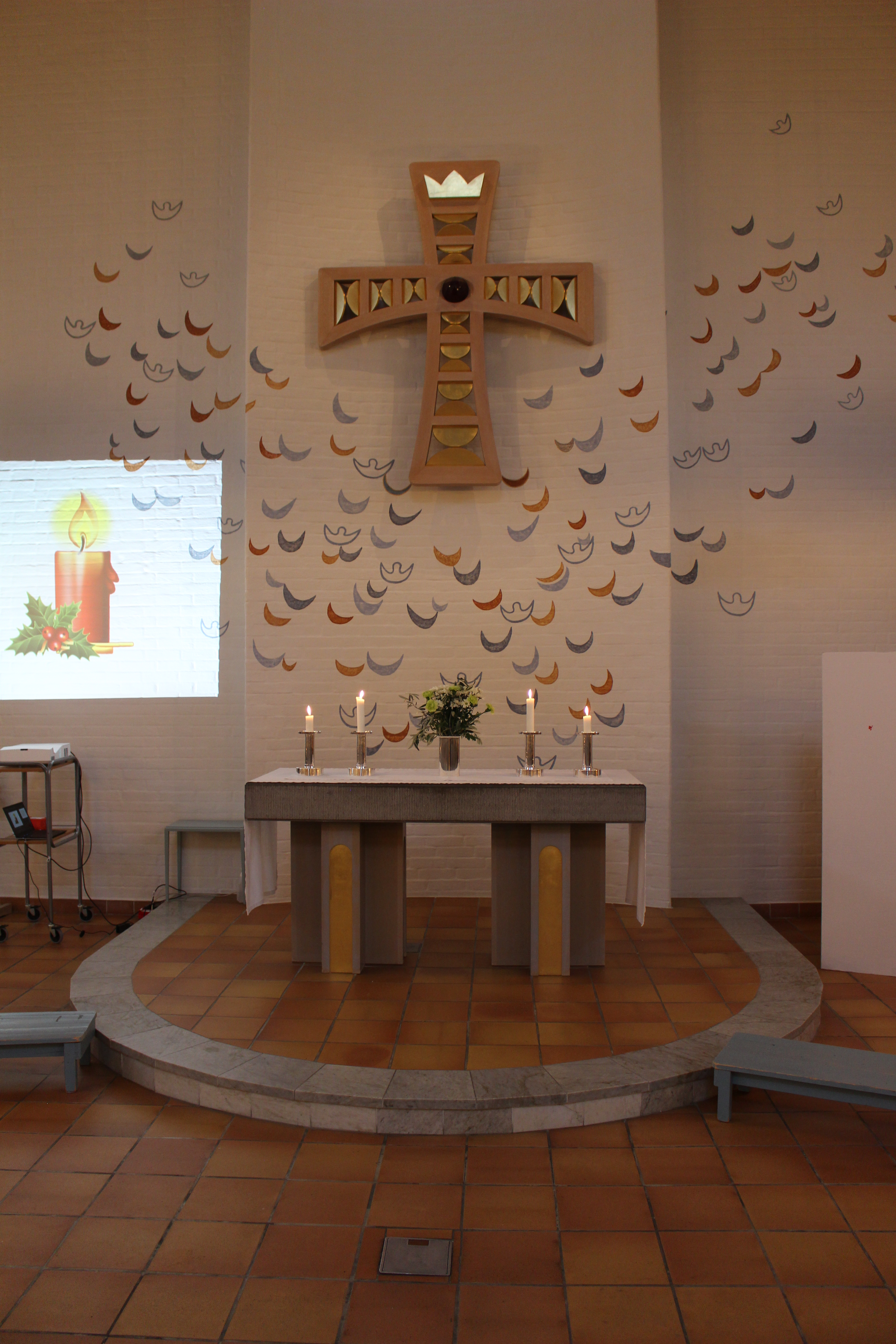
Kor med altare
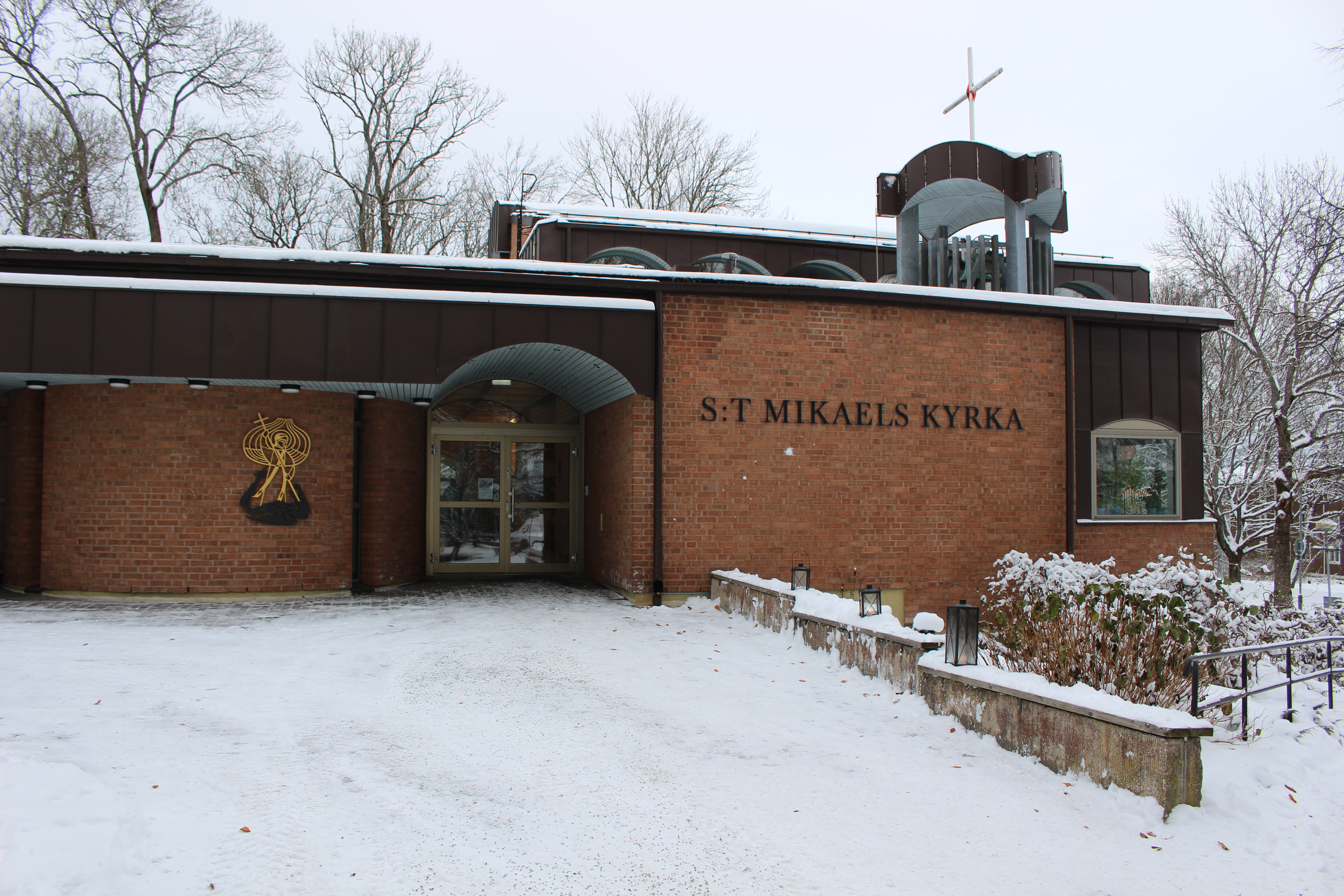
Ingång till kyrkan